# إريك تسابل
إريك تسابل (بالألمانية: Erik Zabel)‏ مواليد 7 يوليو 1970 في برلين الشرقية، هو دراج ألماني في صنف سباق الدراجات على الطريق. شارك في دورة الألعاب الأولمبية الصيفية.

## سباقات أو مراحل فاز بها
- طواف فرنسا
- طواف إسبانيا
- طواف سويسرا

## روابط خارجية
- إريك تسابل على موقع IMDb (الإنجليزية)
- إريك تسابل على موقع ألو سيني (الفرنسية)
- إريك تسابل على موقع قاعدة بيانات الفيلم (الإنجليزية)
- إريك تسابل على موقع كينوبويسك (الروسية)

- إريك تسابل على موقع الاتحاد الدولي للدراجات (الإنجليزية)
- إريك تسابل على موقع أرشيف الدراجات (الإنجليزية)
- إريك تسابل على موقع إحصائيات الدراجات الإحترافية (الإنجليزية)
- إريك تسابل على موقع نسبة الدراجات (الإنجليزية)
- إريك تسابل على موقع CycleBase (الإنجليزية)
- إريك تسابل على موقع أوليمبيديا (الإنجليزية)